# Ignác Schlesinger
Ignác Schlesinger (* 9. März 1810 in Pressburg; † 22. August 1849 in Pest) war ein Arzt und Politiker in Ungarn.

## Werdegang
Schlesinger war der Sohn eines Kaufmanns und lebte seit 1816 in Pest. Dort studierte er drei Jahre an der Universität Pest. 1830/31 setzte er das Studium an der Universität Wien fort. 1832 wurde er in Wien bei Franz Xaver von Hildenbrand zum Dr. med. promoviert. Er arbeitete auch als Gynäkologe im Wiener Allgemeinen Krankenhaus. 1833 wurde er von der israelitischen Gemeinde von Güns (Kőszeg) als Oberarzt an das dortige Krankenhaus berufen. 1835 übersiedelte er nach Pest, wo Schlesinger sich um den Aufbau einer Pester israelitischen Gemeinde verdient machte. 1842 wurde unter seiner Mitwirkung der jüdische allgemeine Verein für Landwirtschaft und schweres Handwerk gegründet, dessen Sekretär er wurde. 1843 engagierte er sich für die Gründung der Pester israelitischen Kultusgemeinde und wurde 1848 zu deren Präsident gewählt. Während der Kämpfe des Revolutionsjahres war er im Feldlazarett tätig und starb an Lungentuberkulose. Schlesinger war Gründungsmitglied des Budapester Ärztevereins und korrespondierendes Mitglied des deutschen Ärztevereins von Paris.

## Werke
- A sósavas ónany muriestan (Von der Anwendung des salzsäurehältigen Zinns), 1838
- Medicinische Topographie der königlichen Freistädte Pest und Ofen, 1840
- Járulék az orbánczos bajok méltánylásáról (Beitragen zum Erkennen rotlaufähnlicher Krankheiten), 1842
- Átnézete az utolsó 16 év alatt Pesten a Dunába holtaknak (Sezierung der letzten 16 in Pest gefundenen Donauleichen), 1843
- Némely önállóknak tekintett betegségek rokonságáról (Über die Verwandtschaft einiger an sich selbständiger Krankheiten), 1844